# رود اولبیا
رود اولبیا (روسی: Ульбея) یک رودخانه در سرزمین خاباروفسک کشور روسیه است.